# カンパリ・オレンジ
カンパリ・オレンジ（英: Campari Orange、Campari & Orange）は、イタリアを代表するリキュールであるカンパリとオレンジジュースから作られるカクテル。苦味と甘味があるカンパリとオレンジジュースによる、冷たいタイプのロングドリンク。イタリアではジュゼッペ・ガリバルディにちなんでガリバルディ（Garibaldi）とも呼ばれる。

## レシピの例
材料
- カンパリ - 45ml
- オレンジジュース - 適量

作り方
1. 氷を入れたタンブラーに、カンパリ、オレンジ・ジュースを入れ、ステアする。
2. スライス・オレンジを飾る。

## イタリアでのレシピ
なお、イタリアでは、カンパリとオレンジジュースだけではなく、さらに微量のオレンジ・キュラソーを隠し味に加えることで、味にコクとふくらみをつけている。